# Histidine décarboxylase
L'histidine décarboxylase (HDC) est une lyase qui catalyse la réaction,, :

L-histidine  {\displaystyle \rightleftharpoons }  CO2 + histamine.

Cette enzyme homodimérique est très spécifique de son substrat, l'histidine. Elle est présente chez les animaux, les plantes et de nombreuses bactéries. Elle utilise le phosphate de pyridoxal, forme biologique de la vitamine B6, comme cofacteur. Elle produit de l'histamine, une amine biogénique qui module de nombreux processus physiologiques tels que la neurotransmission, la sécrétion d'acide gastrique, et le tonus des muscles lisses. La catéchine et la tritoqualine sont des inhibiteurs de l'histidine décarboxylase et agissent donc comme antihistaminiques.